# Regiunea Pemba South
Pemba South este o regiune a Tanzaniei a cărei capitală este Mkoani. Situată pe insula Pemba, are o populație de 207.000 locuitori și o suprafață de 625 km2.

## Subdiviziuni
Această regiune este divizată în 2 districte:
- Chakechake
- Mkoani